# Bowood House

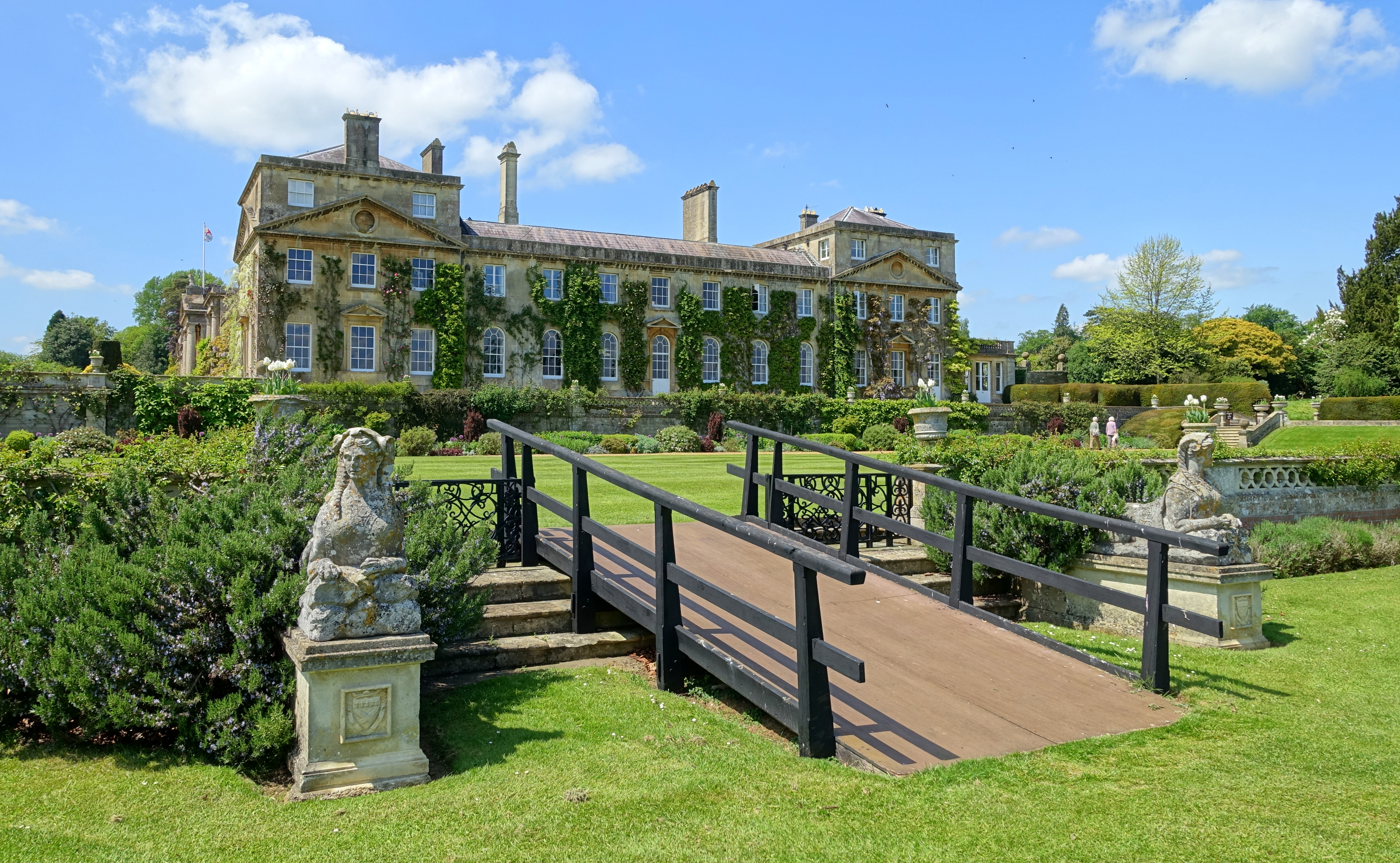
La nuova villa

Bowood House è una residenza di campagna in stile georgiano con interni realizzati da Robert Adam e un giardino progettato da Lancelot Brown. È adiacente al villaggio di Derry Hill, a metà strada tra Calne e Chippenham, nel Wiltshire, in Inghilterra. La maggior parte della casa è stata demolita nel 1956.

## Storia
La prima casa a Bowood è stata costruita intorno al 1725 sul sito di un casino di caccia, per Sir Orlando Bridgeman, II Baronetto, che aveva acquistato la proprietà dalla Corona. Nel 1739 a causa di problemi finanziari, attraverso un decreto, la casa e il parco furono acquistati da Richard Long. Nel 1754 venne venduta al primo conte di Shelburne, che incaricò l'architetto Henry Keene di estendere la casa. Il secondo conte, Primo Ministro (1782-1783), arredò Bowood House e la sua residenza di Londra, Lansdowne House, con splendide collezioni di pitture e sculture classiche, e commissionò a Robert Adam la costruzione del mausoleo per il primo conte nel parco.
Durante la seconda guerra mondiale, fu occupata dalla Royal Air Force. Nel 1955 fu demolita dall'ottavo marchese, commissionando l'architetto F. Sortain Samuels, di convertire la Little House in una casa più confortevole.
Tuttavia, la casa rimanente è ancora grande, e l'ala anteriore è aperto al pubblico con sale, dipinti e sculture in mostra. Una delle camere è stato il laboratorio di Joseph Priestley, che scoprì l'ossigeno.